# Amé-Thérèse-Joseph Masclet
Pour les articles homonymes, voir Masclet.
Amé-Thérèse-Joseph Masclet, (aussi Amé Masclet et Joseph Masclet) né le 17 novembre 1760 à Douai et mort à Nice le 7 octobre 1833 est un avocat, journaliste et haut fonctionnaire français. Proscrit lui-même en 1792, il prend position dans ses écrits pour la libération de Gilbert du Motier de La Fayette emprisonné de 1792 à 1797. Sous-préfet de l'Empire, consul de France en Angleterre sous la Restauration, il introduit ou importe des innovations dans plusieurs domaines de l'agriculture et de l'industrie agricole. Journaliste, il est auteur d'une série d'opuscules sur l'agriculture, l'Angleterre et l’Écosse.

## Biographie
Amé-Thérèse Masclet fait ses études au collège d’Anchin à Douai puis au collège des Grassins à Paris.
En 1783, il est envoyé à Saint-Domingue par le maréchal de Castries ; il est de retour en France en 1786 et est nommé par le roi sous-lieutenant au 1er régiment de carabiniers. Reçu avocat au Parlement de Paris et
admis au stage en 1788, il fait ses débuts dans le journalisme comme redacteur du Mercure National (1789-1790). Il refuse en 1791 de prêter le serment à la Constitution. Il est lieutenant en 1792 puis sert dans l'armée contre-révolutionnaire sous les ordres de Victor-François de Broglie. En 1793, il apprend qu'il est proscrit et il part pour l'Angleterre où il se marie.

### Lafayette
En Angleterre, il agit pour défendre le « bilan révolutionnaire » de Lafayette  et il fait des efforts notables pour obtenir sa libération des geôles autrichiennes d’Olmutz. Employant parfois le pseudonyme Eleutheros (« libre » en grec ancien), il écrivait une quantité de lettres et publiait dans des journaux internationaux (Morning Chronicle, Gazette de Leyde  etc.).

### Sous-préfet
Il revient en France après la tourmente révolutionnaire.
En 1800, il devient le premier sous-préfet à Boulogne-sur-Mer. Il introduit le plâtre-ciment de Boulogne selon les indications d'un Anglais venu chercher réfuge à Boulogne-sur-Mer,. Du temps de rattachement du diocèse de Boulogne au diocèse d’Arras il interfère auprès de l'évêché dans la nomination de prêtres,.
Attentif à la surveillance de la côte de la Manche, il est calomnié auprès du Premier consul Napoléon. Il se défend dans une lettre à Napoléon,. Pourtant, Napoléon, préparant l'invasion de l'Angleterre par un camp à Boulogne, demande en septembre 1803 au ministre de l'intérieur Chaptal le transfert de Masclet à un autre poste.
Ainsi, en septembre 1803, il est nommé sous-préfet de Douai, au moment où la préfecture du Nord est transféré de Douai à Lille ;  pendant l'année préparatoire à ce transfert, de septembre 1803 à septembre 1804, le sous-préfet nommé à Lille exerce encore un an sa fonction à Douai, et le sous-préfet Masclet, nommé à Douai, exerce ad interim à Lille,
À Douai, il se fait remarquer par ses projets d'innovation en agriculture et en agro-industrie, notamment par la création, en 1805 dans un couvent de Douai, d'une filature de coton sous la direction de Philippe-Jacques-Joseph Gautier d'Agoty, et par son rôle en faveur de la culture de la betterave.
Le 19 mai 1811 il est nommé sous-préfet à Cosne et il occupe ce poste du 23 juillet 1811 jusqu’au 31 août 1814. Appréciè à Cosne comme administrateur, il est destitué à la Première restauration sans pour autant tomber en disgrâce.

### Consul et publiciste
En septembre 1815 Masclet est nommé consul de France à Liverpool, passant d'abord à Bristol dont le consulat va être transféré à Liverpool en novembre 1815. Il est le premier consul officiel de France à Liverpool. Ses rapports consulaires sur des innovations anglaises, qui se trouvent dans la Correspondance commerciale de Liverpool , sont très documentés. Il introduit en 1821 des semences du Riz sauvage, Zizania palustris, dans la France.
Il tire l'attention sur les machines à vapeur en pleine développement et sur son initiative - avec l'appui de l'ambassadeur Chateaubriand - le consul général Séguier à Londres fait venir en 1822 un dessinateur technique.
En avril 1823, il est nommé consul de France à Édimbourg. En 1824, il est nommé consul de France à Bucarest en Valachie mais il n’accepte pas cette fonction et reste à Édimbourg. Fin 1827, il quitte Édimbourg, muni d'un diplôme de citoyen d'honneur de cette ville. Il se retire de la vie consulaire.
Toujours intéressé à des innovations, membre de plusieurs sociétés savantes, riche de son expérience en Angleterre et en Écosse, et polyglotte, il devient correspondant pour plusieurs journaux d'agriculture français et anglais, au Journal du génie civil, des sciences et des arts et autres. Il suit de près le développement des chemins de fer en Angleterre, et, en tant que traducteur, il a sa part dans la formation du vocabulaire des chemins de fer en France.

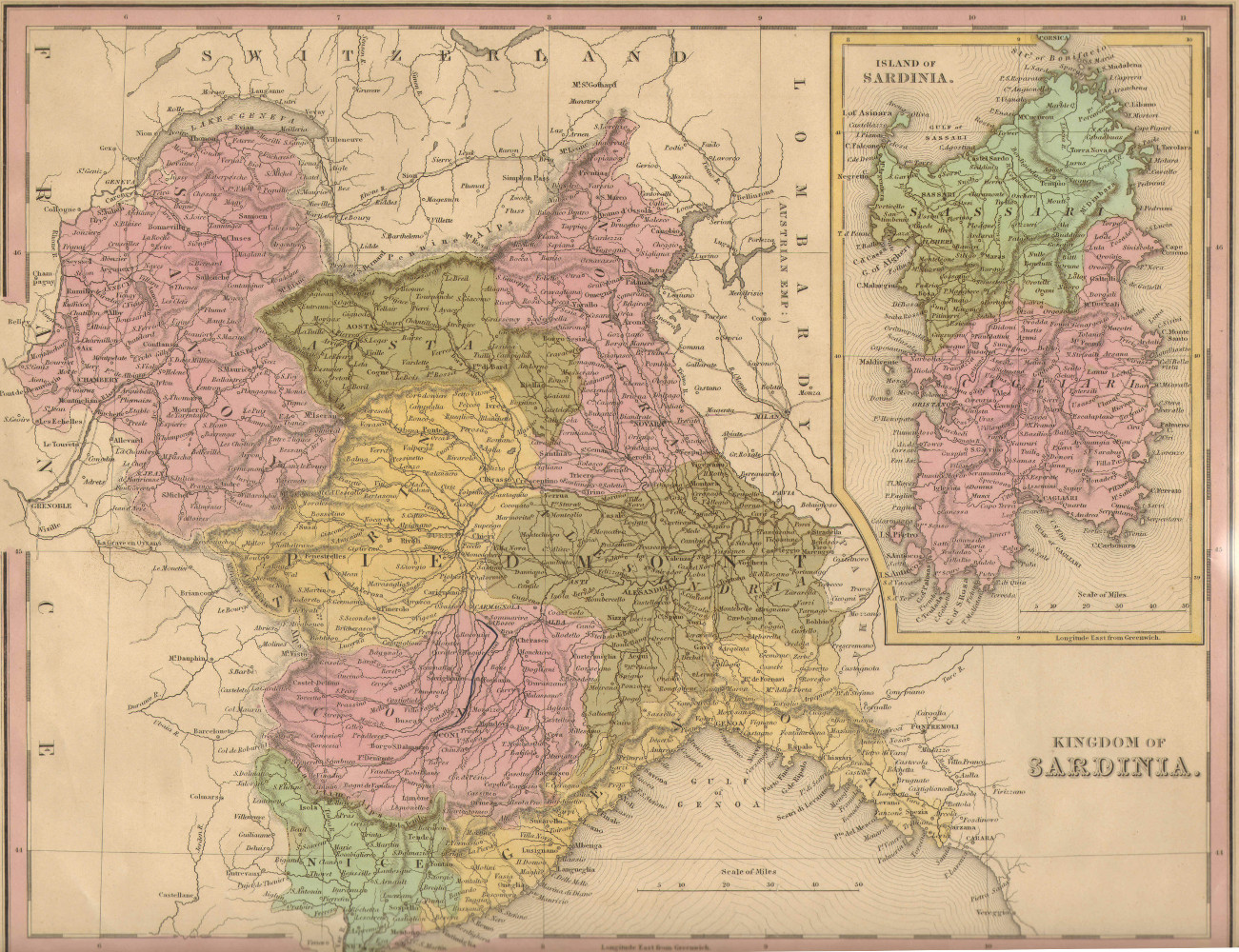
Nice fut le chef-lieu de l’une des dix provinces du royaume de Sardaigne (carte de 1839)

À la Révolution de 1830, il offre ses services au roi Louis-Philippe et il est nommé consul de France à Nice, ville appartenant alors au royaume de Sardaigne (ou Piémont-Sardaigne). Il a la rude tâche de surveiller les légitimistes français (aux ordres de la duchesse de Berry) qui se sont installés à Nice. La police « sarde » est méfiante : il y a un contrôle sévère des visas et des laissez-passer et il n'y a pas de libre accès aux journaux français.
Masclet est consul à Nice du 7 novembre 1830 jusqu’à sa mort, le 8 octobre 1833. Il est enterré « dans le cimetière des Anglais » aux côtés de sa femme anglaise.

## Œuvre
- A.-T.-J. Masclet, sous-préfet de l'arrondissement de Douai, à ses compatriotes / Projet de statuts fondamentaux pour la filature de coton à établir à Douai, 1803 [lire en ligne]
- In : Annales de l'agriculture française ;
  - 1820 : Gypse, son emploi en agriculture ;
  - 1823 : Moyen employé en Angleterre pour amender le terrain des jardins par un engrais végétal en vert ;
  - 1827 : Rapport fait à la Société sur des documents relatifs à la faux flamande [lire en ligne] ;
  - 1829 : De l'emploi des os broyés en engrais [lire en ligne] ;
  - 1830 État présent de l'agriculture et de l'économie rurale dans le canton de Bourbonne-les-Bains [lire en ligne] et Sur l'espece d'orge connue en Écosse sous les noms de bear ou bigg.

- In : Journal d'agriculture du département du Nord : 
  - 1823 : Adages des champs ;
  - 1824 : Sur la culture et l'exploitation des arbres de haute futaie et autres[29].

- In: Annales européennes, et de fructification générale : 
  - 1825 : Sur la consolidation des dunes et des landes dans le nord de l'Écosse [lire en ligne]

- In : Bulletin des sciences agricoles et agronomiques, 
  - 1824 : Notice sur la Société d'horticulture de l'Écosse, ét Défrichemens et dessèchemens (de la terre de Blair-Drummond) ;
  - 1825 : Emploi relatif des Bœufs ou des Chevaux en agriculture, Culture du rutabaga ; Culture du chou à vaches ; Sur la nourriture des veaux ; Multiplication des rosiers dits franc de pied et Notice sur le jardin de Woburn ;
  - 1826 : Comparaison de l'ensemencement à la volée et de celui à la drille et Sur l'emploi des os broyés ou pulvérisés dans la culture des terres
  - 1830 : Sur l'espèce d'abri fourni aux bêtes à laine en Angleterre et en Écosse.

- In : Bibliothèque universelle des sciences, belles lettres et arts, Tome 30, 10e année, Genève/Paris, 1825 : 
  - Ouverture d'une route en fer, destinée aux voitures à vapeur, établie dans le comté de Durham en Écosse [lire en ligne].

- In : Journal du Génie civil, des sciences et des arts : 
  - 1828 : Approvisionnement d'eau de la filature de Rothsay, (île de Bute), de la ville et des usines de Greenock, sur la Clyde, en Écosse [[ lire en ligne]] ; Sur les voies à rouage de fer de Stockton et Darlington, dans le comté de Durham, [lire en ligne] et  Concours de chariots-locomoteurs [lire en ligne] ;
  - 1829 : Lettre sur le chemin de fer entre Liverpool et Manchester [lire en ligne] et Chemin à rouage de fer entre Liverpool et Manchester [lire en ligne] ;
  - 1830 : L'intervention de l'autorité dans l'exécution des travaux publics en Angleterre [lire en ligne] ; Le chemin de fer entre Liverpool er Manchester. Épreuves des machines loco-motrices [lire en ligne] ; Système hydrauli-économique de la ville d'Edimbourg [lire en ligne] et Halage de bateaux sur les canaux à l'aide de chevaux [lire en ligne] ;

- In : Journal des connaissances usuelles et pratiques : 
  - 1831 : Commerce des fers dans la Grande-Bretagne (1831) [lire en ligne]

- In : The Farmers Magazine, 1825 [lire en ligne] : 
  - On oil as a manure ; On the cultivation of a variety of the Brassica Oleracea, supposed to be unknown in Great-Britain ; On the cultivation of hemp in Flanders ; On the methods of dressing hemp and flask by Bralle and La Forest (flask = en:flax) et on the Flemish Scythe.

- In : Memoirs of the Caledonian Horticultural Society, Edinburgh, 1825 [lire en ligne] :
  - On the culture of Asparagus et On the culture of French beans.

## Le sous-préfet Masclet dans la littérature
Deux auteurs ont écrit un roman historique sur le même sujet d'une femme espionne à Boulogne-sur-Mer, du temps du sous-préfet Masclet (1803).
- Hector Fleischmann, L'Espionne de l'empereur, Grand Roman d'amour et d'aventures, feuilleton, Le Journal de Paris, 1912 ; fragments: [lire en ligne] , [lire en ligne] , [lire en ligne] (traduit en anglais : The emperor's spy, a napoleonic novel, 1913, et en danois : Napoleons kvindelige spion, 1913)[30].
- Lisa Chaplin, De Getijdewachters, roman historique , 2015 (écrit en néerlandais, traduit en anglais : The Tide Watchers)[31].